# Leptomys signatus
Leptomys signatus је врста глодара из породице мишева (Muridae).

## Распрострањење
Папуа Нова Гвинеја је једино познато природно станиште врсте.

## Станиште
Станиште врсте су шуме. Врста је по висини распрострањена од нивоа мора до 1.400 метара надморске висине. Врста је присутна на подручју острва Нова Гвинеја.

## Угроженост
Ова врста није угрожена, и наведена је као последња брига јер има широко распрострањење.